# 川越郵便局 (埼玉県)
川越郵便局（かわごえゆうびんきょく）は埼玉県川越市にある郵便局。民営化前の分類では集配普通郵便局であった。

## 概要
1872年の設立以来、市内で何度かの移転を行い、2025年現在は三久保町13-1に所在する（詳細は沿革を参照）。郵便番号350-8799が割り当てられている。
ゆうちょ銀行川越店（さいたま支店川越出張所、取扱店番号030020）が併設されている。かんぽ生命保険川越支店は当局ではなく川越西郵便局に併設されていたが、2015年に東田町ビルへ移転した。

## 沿革

### 黎明期
川越喜多町の商人であった水村精が、日本の郵便制度開始に伴って郵便取扱人の募集に応じ、1872年8月4日（明治5年7月1日）、川越郵便取扱所を自宅に開設した。これが川越における最初の郵便局である。1873年（明治6年）には川越郵便役所となり、1875年（明治8年）1月1日には郵便制度の改定により川越郵便局と改称された。このときは五等級のうち三等郵便局であった。翌日より為替取扱を開始、1879年（明治12年）1月28日からは貯金取扱を開始した。

### 電信電話
1890年（明治23年）5月16日、川越郵便電信局となる。1903年（明治36年）4月1日に、通信官署官制の施行に伴い川越郵便局となる。1904年（明治37年）3月5日、局内に川越電話所が開設され、同日に設置された熊谷を含む関東各地との電話交換が開始された。
1908年（明治41年）の記録では、志義町（現在の仲町）に所在した。1910年（明治43年）には、当時加入者が増えていた電話設備の収容が困難となったことから、綾部利右衛門を代表とする加入者によって志義町内に新局舎が確保され、同年6月1日に移転した。この新局舎は、現在の仲町交差点の北東角（山崎美術館などが立地）にあった。
1922年（大正11年）には二等郵便局に昇格し、東京逓信局管轄下となった。
1928年には郵便庁舎と電話庁舎を分ける形で新局舎の建設が始まった、土地買収費用が72,000円、建設に153,000円（いずれも当時の金額）を投じ、翌1929年（昭和4年）10月24日に竣工、11月10日から郵便局が移転し業務を開始した。この局舎は現在のNTT東日本埼玉西支社（仲町8-3）のある場所である。

### 現在地への移転
1968年、三久保町にあった旧石川組製糸（のちに埼玉繊維工業所有）川越工場の跡地に新局舎が建設され、同年11月24日に移転した。
1991年（平成3年）10月1日には、外国通貨の両替および旅行小切手の売買に関する業務取扱を開始した。1993年（平成5年）7月5日には、川越西郵便局の新設に伴って川越市の一部地域の集配業務を同局に移管する一方、川越市の一部地域の集配業務を上福岡郵便局から移管した。

### 民営化
2007年（平成19年）10月1日には民営化に伴い、併設された郵便事業川越支店、ゆうちょ銀行川越店に一部業務を移管した。2010年（平成22年）4月1日、川島集配センターの統括を郵便事業川越西支店から同川越支店に移管。2012年（平成24年）10月1日には日本郵便株式会社発足に伴い、郵便事業川越支店を川越郵便局に統合した。2015年（平成27年）9月1日、ゆうゆう窓口の24時間営業を廃止した。

## 取扱内容

### 川越郵便局
- 郵便、印紙、ゆうパック、内容証明
- 生命保険、バイク自賠責保険、自動車保険、がん保険、引受条件緩和型医療保険
- 川越市内の一部地域の集配業務
- ゆうゆう窓口

### ゆうちょ銀行川越店
- 貯金、貸付、為替、振替、振込、国際送金、外貨両替、国債、投資信託、変額年金保険
- ATM

## 風景印
- 表記は『川越』
- 形は上半分の縁が無い変形印である。
- 図案は『川越城本丸御殿』・『太田道灌像』・市の花『山吹』・市の鳥『雁』
- 使用開始日は1999年（平成11年）8月5日

### 過去の風景印
- 1951年（昭和26年）12月20日 - 1981年（昭和56年）10月29日
  - 表記は『川越』
  - 図案は『喜多院の多宝塔』・『枝垂桜』・名産『川越箪笥』
- 1981年（昭和56年）10月30日 - 1999年（平成11年）8月4日
  - 表記は『川越』
  - 図案は旧城下町の象徴建造物『蔵造り』・『時の鐘』

## 周辺
- 川越市役所
- 川越市市民会館
- 川越市立図書館
- 川越城跡
- 喜多院

## アクセス
- 西武新宿線 本川越駅から徒歩約15分
- 東武東上線 川越市駅から徒歩約20分
- JR川越線、東武東上線 川越駅から徒歩約25分
- 東武バス、川越市コミュニティバス（川越シャトル） 松江町二丁目停留所下車
- 関越自動車道 川越ICから北東へ約3.5km
- 駐車場あり：12台